# Alcolea de las Peñas
Alcolea de las Peñas ist ein zentralspanischer Ort und eine Gemeinde (municipio) mit 14 Einwohnern (Stand: 2024) im Norden der Provinz Guadalajara in der Autonomen Gemeinschaft Kastilien-La Mancha. Neben dem Hauptort Alcolea de las Peñas besteht die Gemeinde aus der Ortschaft Morenglos. 

## Lage und Klima
Alcolea de las Peñas liegt in einer Höhe von ca. 1005 m in der Kulturlandschaft der Serranía. Die Entfernung zur südsüdöstlich gelegenen Provinzhauptstadt Guadalajara beträgt ca. 58 Kilometer (Fahrtstrecke). Das Klima ist gemäßigt bis warm; Regen (505 mm/Jahr) fällt übers Jahr verteilt.

## Bevölkerungsentwicklung
| Jahr      | 1970 | 1981 | 1991 | 2001 | 2011 | 2021 |
| Einwohner | 104  | 49   | 43   | 28   | 16   | 16   |

## Sehenswürdigkeiten
- Martinskirche
- Reste der romanischen Kirche von Morenglos

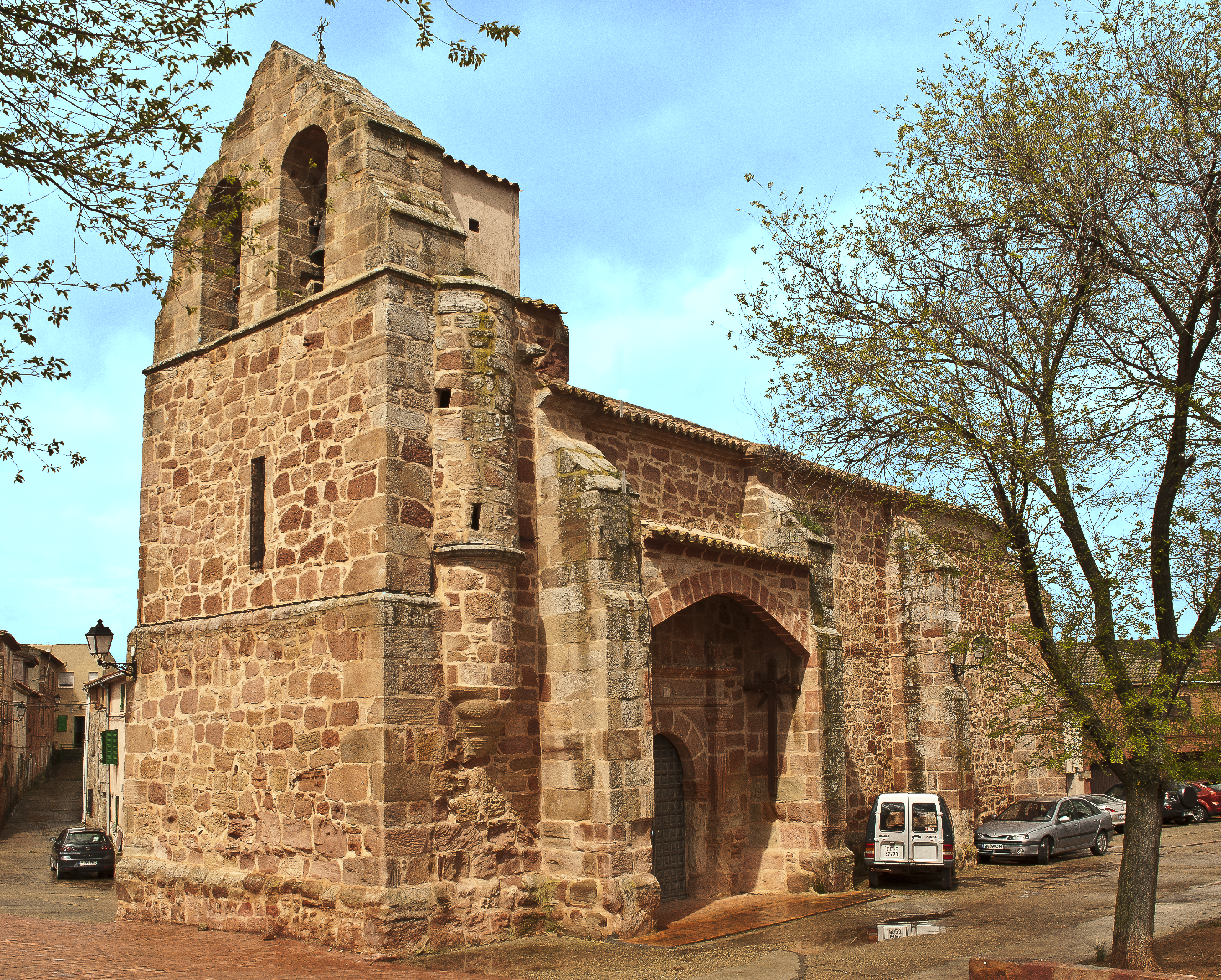
Martinskirche
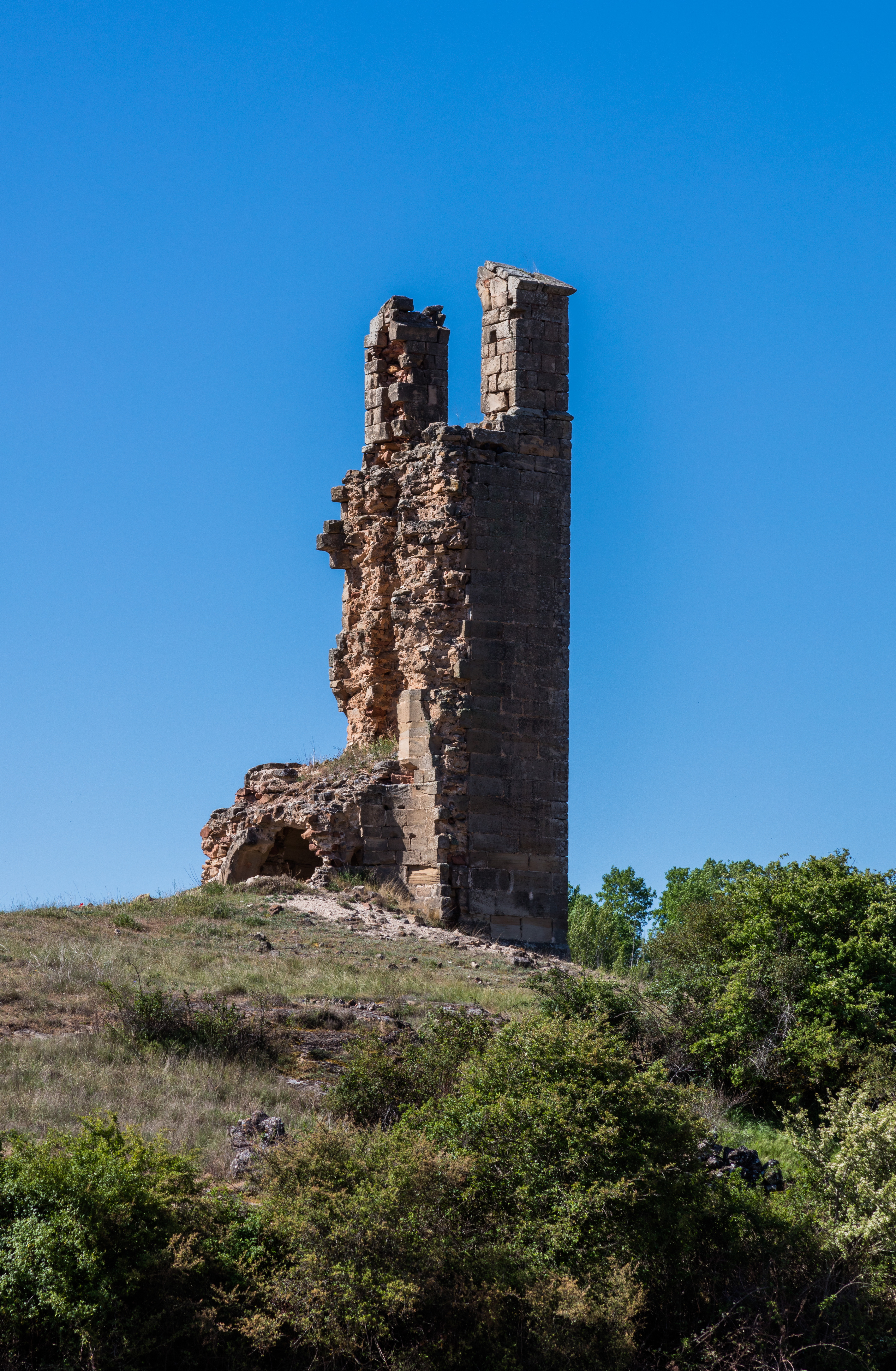
Reste der romanischen Kirche